# Batamsjinskij
Batamsjinskij (kazakiska: Badamsha, ryska: Батамшинский) är en ort i Kazakstan.   Den ligger i oblystet Aqtöbe, i den västra delen av landet, 900 km väster om huvudstaden Astana. Batamsjinskij ligger 426 meter över havet och antalet invånare är 5 668.
Terrängen runt Batamsjinskij är platt. Runt Batamsjinskij är det mycket glesbefolkat, med 4 invånare per kvadratkilometer. Det finns inga andra samhällen i närheten. Trakten runt Batamsjinskij består i huvudsak av gräsmarker.